# Oxylymma faurei
Oxylymma faurei là một loài bọ cánh cứng trong họ Cerambycidae.